# 岩井清
岩井 清（いわい きよし、1933年 - ）は日本の牧師。新改訳聖書『歴代誌』を翻訳した。

## 経歴
東京府で生まれる。少年時代を主に千葉県船橋市で過ごす。1952年徳島県立脇町高等学校卒業。1957年京都大学教育学部卒業。東京神学塾を経て1961年聖書神学舎卒業、その間の1959年から1960年に、聖書同盟視察のため、8ヵ月間オーストラリアに滞在した。1961年聖書同盟主事に就任。1962年田中博子と結婚、三男二女を授かる。平塚福音キリスト教会副牧師を兼務。1970年平塚福音キリスト教会牧師に就任。1983年同教会内に活水聖書学院が設立され、教務主任を兼務。1986年同学院学院長に就任。1994年、「燃え尽き症候群」らしきものを感じ、カナダのリージェント・カレッジに留学。1995年、平塚福音キリスト教会に帰任。2008年同教会の主任牧師を山口耕司牧師と交代、顧問牧師となる。2012年妻・博子召天。2015年4月～2016年3月飯田知久町教会の協力牧師を兼務。2017年7～9月、パリ・プロテスタント日本語キリスト教会牧師を兼務。2020年3月活水聖書学院長を辞任（理事及び教師は継続）。現在に至る。

## 著書
- 『新聖書注解』（「歴代誌」執筆）『実用聖書注解』(「サムエル記」執筆）『初めて祈る人に』『神の友となる』いのちのことば社
- 「古時計の新しい授業・キリスト教」文芸社
- 「電子書籍）古時計によるキリスト教の授業」「電子書籍）神の友となる」「電子書籍）Becoming a Friend of God」22世紀アート
- 「電子書籍）荒野に水が湧くように～悪痴先生 伊藤栄一とクリスチャン将校 岩井恭三～」22世紀アート